# Fire with Fire (film 2012)
Fire with Fire è un film del 2012 diretto da David Barrett.

## Trama
Dopo una estenuante giornata di lavoro, il vigile del fuoco Jeremy Thomas Coleman e i suoi colleghi contemplano la fine della giornata con un goccio di Scotch, invecchiato 15 anni. Quando Jeremy entra in un minimarket per comprare spuntini, assiste al brutale omicidio del commesso e di suo figlio per mano di Hagan, un boss del crimine della fratellanza ariana. Dopo che Jeremy è scampato alla morte, il detective della polizia Mike Cella, il cui vecchio compagno è stato assassinato da Hagan mentre lo inseguivano in un caso diverso, vede un'opportunità per portare giustizia. Hagan viene arrestato e Jeremy lo identifica nella fila; tuttavia, Hagan dimostra che sa perfettamente che Jeremy è dietro lo specchio a due vie recitando il nome completo, l'indirizzo e il codice fiscale di Jeremy.
Prima del processo, Jeremy è costretto a cambiare il suo cognome in Douglas e abbandonare la sua intera carriera mentre viene inserito nel programma protezione testimoni. Anche se Jeremy ha difficoltà a far fronte alla perdita della sua carriera, trova consolazione nella sua storia d'amore in erba con Talia Durham, un vice US marshal assegnato al suo caso. Più tardi, l'avvocato di Hagan ottiene il suo rilascio dalla prigione nelle settimane che precedono il processo. Di conseguenza, Jeremy e Talia trovano le loro vite in pericolo. Talia viene ferita da Robert, uno dei sicari di Hagan, e Hagan chiama Jeremy, minacciando di uccidere tutti quelli che ama, che lo attesti o meno. Jeremy giura di uccidere Hagan per primo e abbandona il programma di protezione dei testimoni.
Jeremy torna a casa a Long Beach, in California, dove cerca un leader degli Eastside Crips per vendicarsi. I Crips si rifiutano di aiutarlo, ma gli danno una pistola. Jeremy colpisce uno dei nascondigli di Hagan e uccide tre dei suoi uomini mentre insegue Hagan. Tuttavia, lascia le sue impronte digitali che non possono essere ricondotte a lui a causa del suo status. L'evidenza, tuttavia, porta il detective Cella a credere che Jeremy sia dietro alle uccisioni. Jeremy diventa più audace nelle sue azioni, tortura uno degli uomini di Hagan e si confronta con l'avvocato di Hagan per scoprire dove sarà Hagan. L'avvocato di Hagan, che lavora solo per Hagan per paura, dà a Jeremy l'ubicazione di un edificio abbandonato dove Hagan sarà in quella notte.
Talia arriva a Long Beach e cerca di convincere Jeremy ad abbandonare il suo piano. Jeremy blocca Talia nel bagno e se ne va, ma Robert arriva subito dopo e rapisce Talia. Quella notte, Jeremy, usando la sua conoscenza antincendio, incendia l'edificio in cui Hagan e i suoi uomini si stanno incontrando. Quando Jeremy capisce che anche Talia è nell'edificio, indossa la tuta da pompiere e entra nell'edificio per salvarla. Talia riesce a liberarsi dai suoi legami e uccide Robert mentre tenta di fuggire dalla fiammata. Jeremy si imbatte in Hagan all'interno dell'edificio in fiamme e, dopo una lotta, Talia uccide Hagan. Jeremy lascia l'edificio con Talia. In seguito, il detective Cella, mentre conversava con il procuratore distrettuale, afferma che nessuna prova è stata lasciata indietro nell'edificio bruciato per accusare qualcuno della morte di Hagan e dei suoi uomini. Nel finale si vede Cella mettere via una sua foto e quella del suo vecchio compagno.

## Produzione

### Budget
Il budget della pellicola è di circa 27 milioni di dollari.

### Riprese e location
Le riprese del film iniziano il 27 giugno 2011 e si svolgono a New Orleans, in Louisiana.

## Distribuzione
Il film è stato distribuito in America del Nord direttamente in DVD-Video e Blu-ray Disc il 6 novembre 2012, mentre in Italia è stato distribuito nelle sale il 9 maggio 2013.

### Divieto
Il film viene vietato ai minori di 18 anni per la presenza di forte violenza, linguaggio non adatto e leggera sessualità.

## Riconoscimenti
- 2013 - Motion Picture Sound Editors
  - Miglior montaggio negli effetti sonori